# Fossil (файловая система)
Fossil —  файловая система для хранения и управления резервными копиями (snapshots), похожая на ZFS/Btrfs, но с упором на архивирование и восстановление данных. Была разработана для операционной системы Plan 9 от Bell Labs. В отличие от традиционных СУВД (как Git), Fossil в Plan 9 представляет собой систему долгосрочного хранения версий файлов с возможностью восстановления, напоминающую комбинацию ZFS, git-annex и т. п.

## Архитектурные особенности
Работает через сетевой протокол 9P, как демон пользовательского пространства, как и большинство файловых серверов Plan 9.
Каждый снапшот файловой системы доступен как отдельная виртуальная файловая система.
История изменений представлена в виде обычной файловой иерархии.
Метаданные и данные хранятся единообразно.
Хотя система не получила широкого распространения за пределами Plan 9, её концептуальные решения оказали заметное влияние на современные системы хранения данных, включая ZFS и различные решения для резервного копирования.